# Douaouda
Douaouda là một đô thị thuộc tỉnh Tipaza, Algérie. Dân số thời điểm năm 2002 là 17.283 người.